# Ferdinand Hueter
Ferdinand Hueter (* 31. Jänner 1960; † 13. Februar 2022) war ein österreichischer Landwirt und Politiker (ÖVP). Er war von 1997 bis 2018 Bürgermeister von Berg im Drautal und von 2004 bis 2022 Abgeordneter im Kärntner Landtag.

## Ausbildung und Beruf
Hueter besuchte nach der Volks- und Hauptschule eine Handelsschule und wechselte danach an eine Höhere Bundeslehranstalt, an der er die Matura ablegte. Hueter war als Landwirt tätig und bewirtschaftete einen Hof mit 40 Hektar Fläche. 1988 wurde ihm der Berufstitel Agraringenieur verliehen.

## Politik
Hueter war von 1997 bis 2018 Bürgermeister der Gemeinde Berg im Drautal, er wurde 2009 mit 80,3 Prozent im ersten Wahlgang der Bürgermeisterdirektwahl im Amt bestätigt. Im Oktober 2003 übernahm Hueter das Amt des ÖVP-Bezirksparteiobmanns im Bezirk Spittal an der Drau. Am 31. März 2004 zog er als Abgeordneter in den Landtag ein. Hueter war Verkehrssprecher des ÖVP-Landtagsklubs.
Im Juli 2013 sorgte eine Aussage Hueters, in der er die FPÖ-Landtagsfraktion als „Zigeuner“ beschimpfte, für österreichweites Aufsehen und Rassismusvorwürfe, weil er damit eine ganze Ethnie beleidigt und diskriminiert habe.
Im April 2018 trat Hueter als Bürgermeister von Berg im Drautal zurück, die Amtsgeschäfte übernahm der erste Vizebürgermeister Wolfgang Krenn (ÖVP).
Am 24. Juni 2018 wurde Krenn zum Bürgermeister gewählt.
Ende Februar 2019 wurde seine Immunität vom Landtag aufgehoben, da die Staatsanwaltschaft Klagenfurt gegen ihn wegen Verdacht der Untreue ermittelt.
Nach seinem Tod im Februar 2022 ging sein Landtagsmandat an Leopold Astner.

## Privates
Hueter war verheiratet, Vater zweier Töchter und eines Sohnes sowie zweifacher Großvater. Er wohnte in Berg im Drautal. Hueter starb im Februar 2022 im Alter von 62 Jahren nach langer, schwerer Krankheit. Er wurde in Berg im Drautal bestattet.